# Educandário Gonçalves de Araújo
O Educandário Gonçalves de Araújo é uma instituição educativa histórica localizada no bairro de São Cristóvão, na cidade do Rio de Janeiro, no Brasil.

## História
A instituição tem sua origem no Asilo da Infância Desvalida, criado pela vontade do comerciante português Antônio Gonçalves de Araújo. Ao falecer, em 1889, o rico comerciante deixou recursos para que a Irmandade do Santíssimo Sacramento da Candelária criasse o asilo para a educação e abrigo de crianças carentes. Em 1900 foi inaugurado o asilo pelo presidente Campos Salles. Mais tarde mudou de nome para Asilo Gonçalves de Araújo e, finalmente, para Educandário Gonçalves de Araújo.
O edifício do asilo foi levantado entre 1898 e 1900 em um estilo neogótico com influências portuguesas. O estilo é evidente na forma dos arcos ogivais das aberturas e na abundância de pináculos. No frontão da fachada, um relevo representando o Cordeiro de Deus delata o objetivo caritativo da instituição.
Atualmente, no edifício neogótico funciona o colégio de meninas do Educandário.